# Mine de Ludwik
La mine de Ludwik est une mine souterraine de charbon située en Pologne.